# Rena Graf
Rena Graf, geboren als Rena Mamedova (Bakoe, 26 april 1966), is een Duitse schaakster die afkomstig is uit Azerbeidzjan. Sinds 1999 is ze grootmeester bij de vrouwen (WGM). Van oktober 2000 tot april 2001 was haar Elo-rating 2353.

## Schaken
Rena Mamedova groeide op in Azerbeidzjan, veel toernooien speelde ze voor Oezbekistan. Ze trouwde met de schaker Alexander Graf, en heet sinds seizoen 2001/02 Rena Graf.
Toernooien waaraan ze beiden deelnamen waren:
- 1994: Open toernooi in Groningen (6 pt. uit 11), Alexander Graf behaalde 7 pt.[4]
- 1997: 7e Chania Open toernooi, (6 pt. uit 9), Alexander Graf behaalde 6,5 pt.[5]
- 1998: Recklinghäuser Schachtage, Open toernooi (5,5 pt. uit 9), Saidali Iuldachev won. Alexander Graf nam deel aan het GM-toernooi.[6]
- 2000: Dubai Open 2000 (4,5 pt. uit 9), Alexander Graf was gedeeld eerste.[7]

Overig:
- In 2001 nam ze in Warschau deel aan het tweede Europees kampioenschap schaken voor vrouwen (6 pt. uit 11).[8]
- In 2001 nam ze in Halle deel aan de Vierbundeslandenwedstrijd voor vrouwen.

## Nationale teams
Met het team van Oezbekistan nam Rena Graf deel aan de Schaakolympiades van 1994 in Moskou en 1998 in Elista.
Met Oezbekistan nam ze deel aan de Aziatische kampioenschappen voor vrouwenteams in 1995 in Singapore en in 1999 in Shenyang.

## Schaakvereniging
Na haar emigratie naar Duitsland speelde ze van 2000 tot 2002 (aanvankelijk onder de naam Rena Mamedova, vanaf seizoen 2001/02 onder de naam Rena Graf) voor Dresdner SC, waarmee ze in 2002 kampioen werd van de vrouwencompetitie.

## Externe koppelingen
- (en)   Informatie over schaakpartijen van Rena Graf op ChessGames.com
- (en)   Informatie over schaakpartijen van Rena Graf op 365chess.com
- (en)  FIDE-ratinggegevens voor Rena Graf